# The Awkward Age
The Awkward Age (em português, A idade estranha) é um romance de Henry James, publicado primeiramente como série em Harper's Weekly, em 1898 e 1899, e como livro posteriormente neste último. Originalmente concebido como uma história breve e despretensiosa sobre as complicações criadas na família por uma jovem que atinge uma certa idade, o romance se expandiu para tratar da decadência e corrupção na vida do fin de siècle inglês. James apresenta o romance quase todo em diálogo, um experimento que aumenta a imediatez das cenas, mas também cria sérias ambiguidades sobre os personagens e suas motivações.

## Enredo
O sr. e sra. Edward Brookenham mantem um grupo social afetado e corrupto. Eles são os pais do inútil Harold e da doce mas sabichona Nanda (de dezoito anos). O sr. Longdon frequenta seus eventos sociais, e se surpreende com a forma com que Nanda lembra sua avó, sua antiga paixão que se casou com outro. Vanderback, um jovem funcionário público com pouco dinheiro, admira tanto a sra. Brookenham (com a alcunha de "sra. Brook") e Nanda. A sra. dá a entender que deseja um caso com "Van", mas ele parece mais interessado em sua jovem filha. O sr. Longdon promete-lhe um dote se casar-se com Nanda.
A sra. Brook, por sua vez, tenta casar sua filha com Mitchy, um rico mas ingênuo membro de seu círculo social. Mas Nanda aconselha Mitchy a se casar com Aggie, a sobrinha supostamente acolhida por uma das amigas da sra. Brook (a Duqueza). Mitchy segue o conselho, e então assiste passivamente enquanto Aggie se revolta e começa a jogar com ele. Van hesita constantemente em propor casamento a Nanda. Ela finalmente diz a ele e a Mitchy que sejam gentis com sua mãe, e se prepara para ficar na casa de campo do senhor Longdon como uma espécie de filha substituta.